# Viola di mare
Viola di mare è un film del 2009 diretto da Donatella Maiorca, basato sul romanzo Minchia di re di Giacomo Pilati.

## Trama
Il film racconta una storia d'amore in un'isola della Sicilia nell'Ottocento, per la precisione intorno al 1860, durante lo sbarco dei Mille.
Le protagoniste sono Sara e Angela, amiche sin da bambine. All'inizio del film, la piccola Sara è costretta a lasciare l'isola al seguito della Baronessa perché il padre viene arruolato nell'esercito. Quando torna, molti anni dopo, Angela le corre incontro e le due ragazze riallacciano subito la loro amicizia. Ben presto, però, Angela comincia a nutrire dei sentimenti nei confronti di Sara che, nonostante un'iniziale resistenza, si rende conto di ricambiare. Le due iniziano quindi una relazione amorosa clandestina, finché il padre di Angela non la promette in sposa a Ventura, il figlio del capo operaio della cava. Quando Angela si ribella e dichiara di voler sposare Sara, il padre la rinchiude in una delle cave e la tiene segregata come un animale, sperando che si arrenda e accetti il matrimonio combinato. Nel frattempo Sara si dispera non avendo più notizie  dell'amata, al punto da credere che sia morta e quindi si fidanza con Tommaso, innamorato di lei sin dall'infanzia.
Venuta a sapere la notizia, Angela smette di mangiare, intenzionata a lasciarsi morire. A questo punto, sua madre Lucia, da sempre sottomessa al marito che la picchia, escogita un modo per salvarla e permetterle di stare con Sara: diranno che alla nascita c'è stato un errore e in realtà Angela è un maschio. Il padre, inizialmente riluttante, accetta la cosa a patto che Angela, diventata Angelo, lo aiuti con gli affari della cava e si comporti in tutto e per tutto come un uomo. Il prezzo da pagare per la ragazza è altissimo, in quanto è costretta a reprimere totalmente la sua femminilità, ma lo accetta di buon grado perché in questo modo può sposare Sara e vivere con lei senza destare scandalo. Infatti, l'autorità del padre di Angela e l'intervento della Baronessa, molto legata a Sara, bastano a mettere fine ai pettegolezzi in paese.

## Produzione
Prodotto dalla Italian Dreams Factory, con il supporto del Ministero per i Beni e le Attività Culturali e della Regione Siciliana. Il film, girato tra la Tonnara di San Vito Lo Capo, Trapani e l'Isola di Favignana, è stato presentato in concorso al Festival Internazionale del Film di Roma 2009 e distribuito nelle sale cinematografiche il 16 ottobre 2009.
Il titolo del film fa riferimento al nome siciliano della donzella di mare, un pesce proteroginico che nasce femmina e crescendo diventa maschio: «La Viola è un pesce e lo ha voluto Dio. Quando è maschio si chiama Minchia di Re. Per amore diventa femmina e ha i colori del fiore. Torna di nuovo maschio dopo che l'acqua si è presa le sue uova».

## Riconoscimenti
2010 - Nastro d'argento:
- Candidatura alla Migliore attrice protagonista a Valeria Solarino;
- Candidatura alla Miglior canzone a Gianna Nannini.[2]

2009 - Capri Peace Award